# Baruun Urt (meteoryt)
Baruun Urt – meteoryt kamienny należący do chondrytów zwyczajnych z grupy chondrytów oliwinowo-bronzytowych H5. Meteoryt znaleziono w 2002 roku w Ajmaku suchebatorskim. Obecnie dysponuje się jednym okazem o masie 25,9 g.